# Macintosh 128K

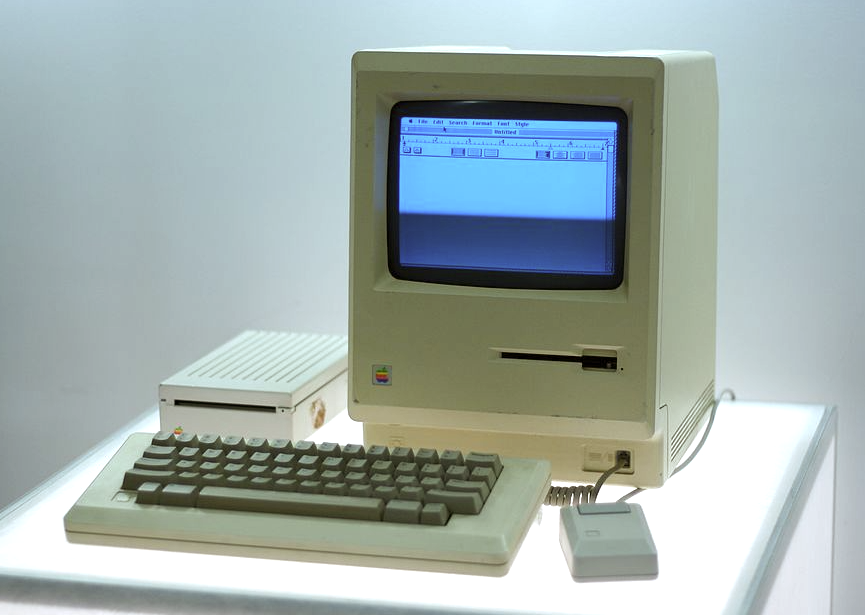
電源を入れOSを作動させた画面の雰囲気が分かる例。左側の箱は、増設した外付フロッピー・ドライブ。（GoogleのN.Y.オフィスの博物館の展示物）

Macintosh 128K（マッキントッシュ 128K）は、1984年にApple Computerから発売されたパーソナルコンピュータ。同社のMacintoshシリーズの最初のモデルである。発売時の名称は「Apple Macintosh」であったが、後に拡張版のMacintosh 512Kが発売された段階で「Macintosh 128K」と再命名された。
$2,495という個人でも手が届く価格でありながら、マウスによる直感的な操作インタフェース、マルチウィンドウ、メニュー方式の操作、アイコンによるファイル操作、それまでになかった美しい文字フォント（フォントの線の太さの変化や細やかな飾りの部分の表現）などを実現した。
キーボードおよびワンボタン式のマウスが付属。3.5インチフロッピーディスクドライブ（容量400KB）搭載。一体型の白黒9インチCRTの解像度は512×342ピクセル。 ベージュ色の本体ケースは、上部に手を入れて持ち運べる構造になっている。
付属アプリケーションソフト、同時発売アプリケーションソフト
ペイントソフトの MacPaint およびワープロソフトの MacWrite がバンドルされていた。また本機の発売と同時にマイクロソフト社初のGUI式表計算ソフトとなるMacintosh版 Microsoft Multiplan が発売された。
開発時の重点目標、実現した手法、販売成功
Macintosh 128Kは、徹底した低価格化、および描画性能に重点が置かれて設計された。それを実現するために白黒CRTが選択され、拡張性もあえて削られた。発売時の価格を$2,495に抑えることに成功。この価格にもかかわらず、その性能は当時の$10,000以上の中型機に匹敵するものとなった。こうして低価格と高性能を両立したことによりまさに「飛ぶように売れ」、その販売台数は1984年5月3日までに72,000台に達した。

## 主構成

### CPUとメモリ

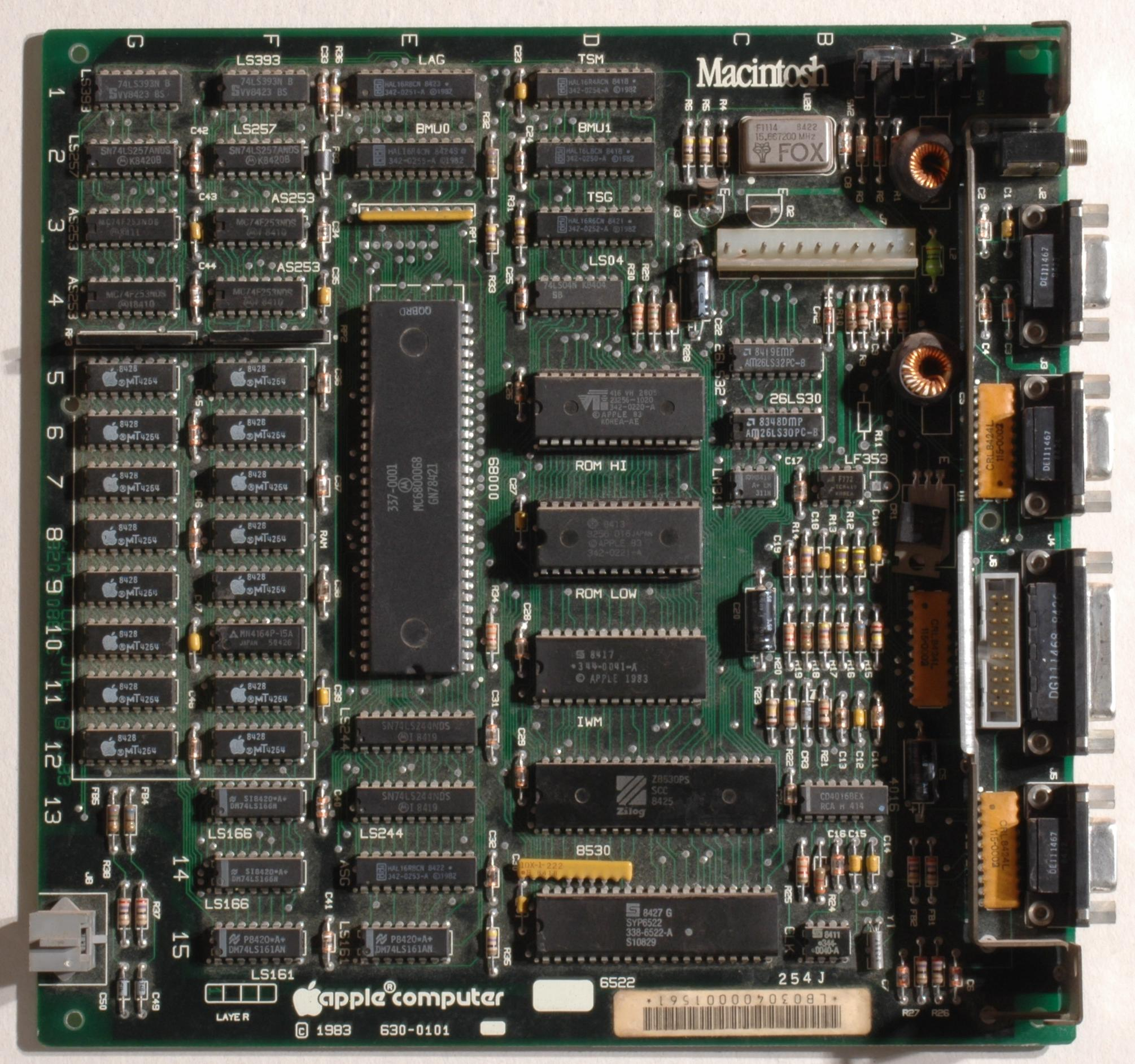
ロジックボード。中央やや左、縦長のやや大きめの集積回路がCPUのMC68000。その左側に16個並んでいるのはDRAMのIC「4264」。

CPUはMotorola 68000（7.8336MHz）。
RAMはDRAMが128KB 。この128KBのRAMをCPUとディスプレイコントローラが共有している。データバスは16ビット。RAMは拡張できない仕様。
ROMは64KB。そのROMにはブートプログラムおよびOSの一部のルーチンが書き込まれている。ROMは192KBに拡張されたが、DMAビデオコントローラと共有されるディスプレイの22KBフレームバッファに相殺された。

### フロッピーディスクドライブ
開発時、1983年の夏の時点では Lisaと同じ5.25インチ"Twiggy"フロッピーディスクドライブが採用される予定だったが、このドライブは信頼性が低かったため、ソニー製の3.5インチ、容量400KBの、フロッピーディスクドライブに変更された。

## 拡張ポートと周辺機器
拡張ポート
- 筺体前面:キーボードコネクタ
- 筺体背面:
  - DE-9マウスポート
  - 外付けフロッピーディスクドライブポート

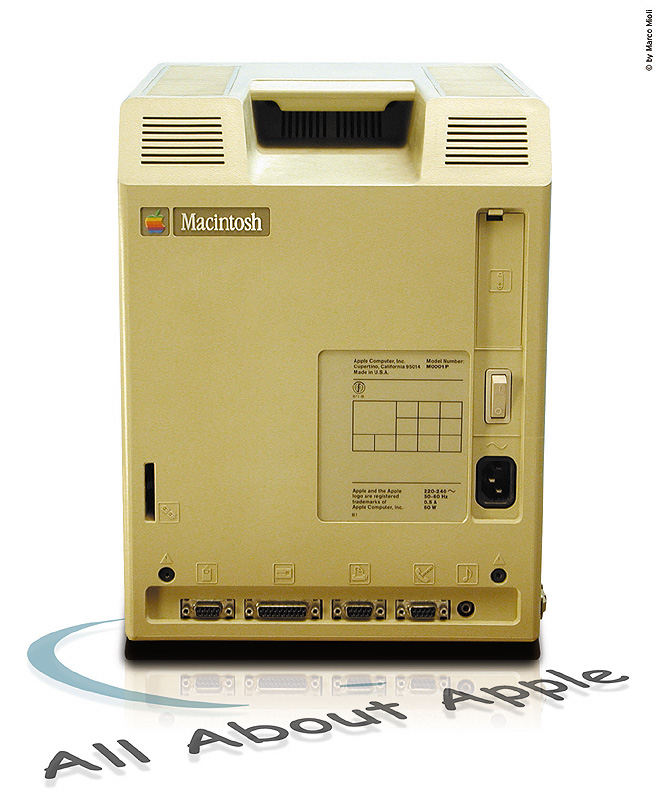
筺体背面

  - RS-422 （シリアルポート。筺体にはプリンタのアイコンを表示）
  - DE-9（シリアルポート。モデムを接続することを示唆するために筺体には受話器のアイコンを表示）

ハンドシェイクはサポートされなかった。
周辺機器
Apple社純正プリンタとしては、ドットマトリクス式で144dpiの ImageWriter が販売された。

## コマーシャル
発売年にちなみ、リドリー・スコット制作のテレビコマーシャル、『1984』が1984年の1月22日のスーパーボウルXVIIIで放映され、米国では大きな話題を呼んだ。アドバタイジング・エイジの「いままでで最もすばらしいコマーシャル」を含め9つの賞を獲得した。

## アップグレードサービスの用意

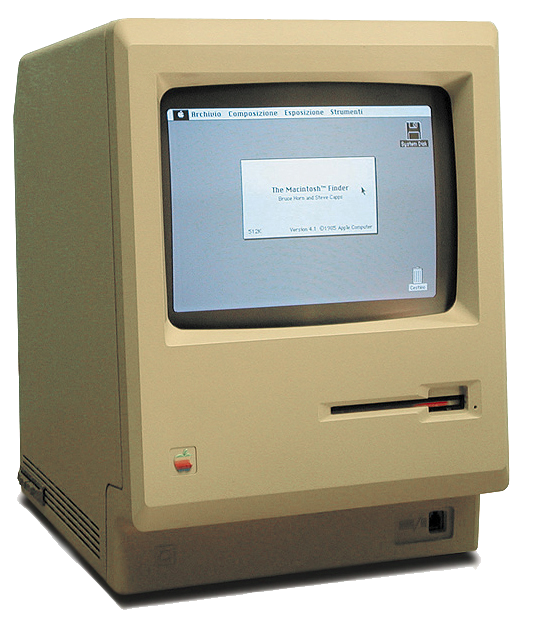
128Kを512K(e)にアップグレードしたもの。

Apple社は「公式」の、ただしかなり高額の、アップグレードサービスを用意していた。Macintosh 128Kには、以下のいずれのキットも、単独でも組合せでも、追加することができた。全てのアップグレード作業はApple社のプロの技術者が担当した。
Macintosh 512Keへのアップグレード
ロジックボードを128Kタイプから512Kタイプへ交換する、というもの。
他にも、Apple社は「800KBフロッピーディスク用のキット」を用意しており、そこには512Kロジックボードへの更新と、128KROMへのアップグレードも含まれていて、つまりそちらでもMacintosh 512Keへとアップグレードできた。
Macintosh Plusへのアップグレード
ロジックボードを「128K」から「512Ke」へアップグレードして、同様に筐体も入れ替えて、結局Macintosh Plusへとアップグレードすることもできた（ただしこの場合、純正のMacintosh Plusとは出力端子の配置が異なるものとなる）。Macintosh Plusの拡張キーボードも選択できた。

## 開発者らの署名

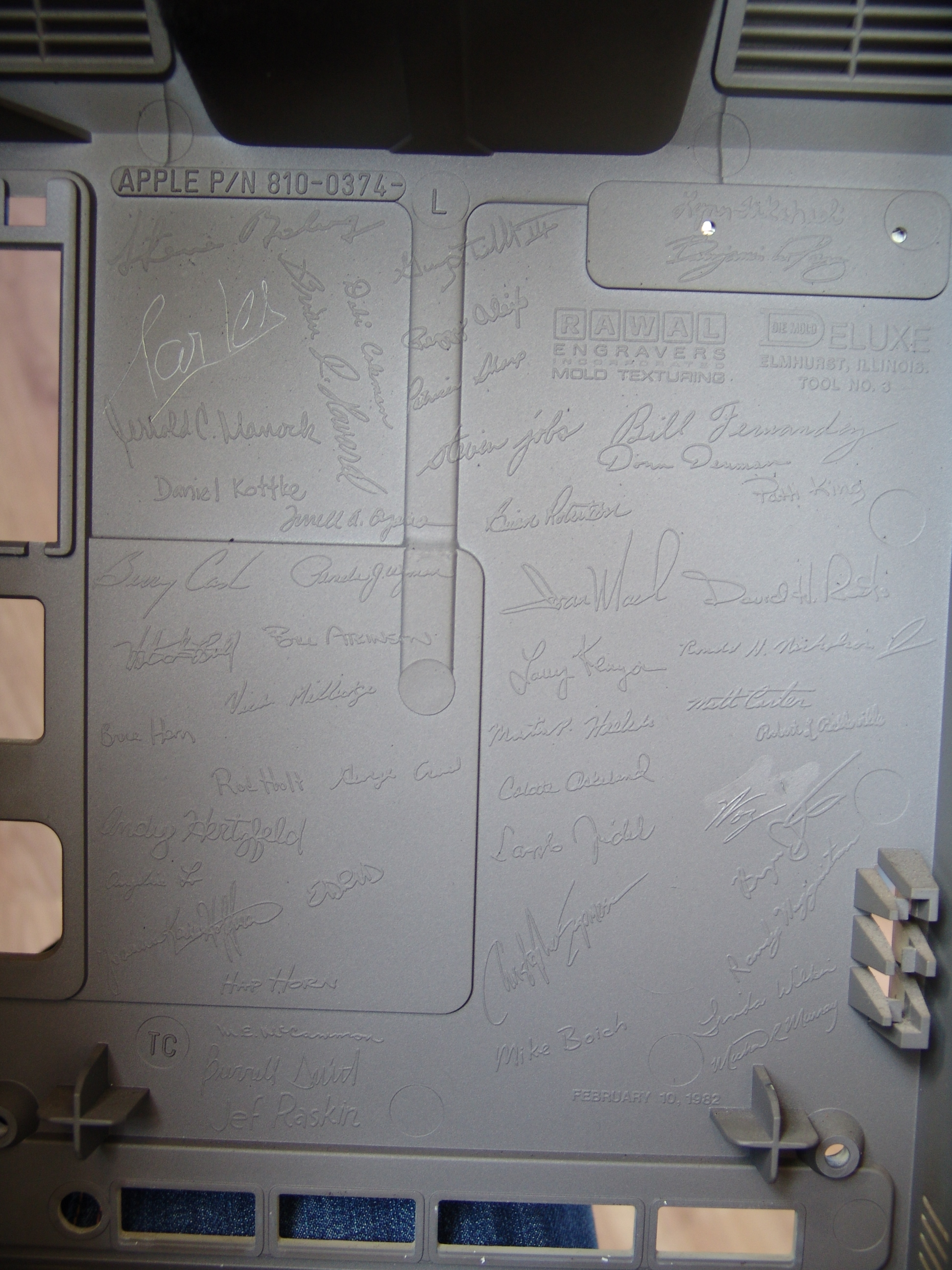
開発関係者47人の署名。

1982年初頭に作られたMacintoshの筺体の金型には、筐体の内側、つまりユーザからは見えない面に、開発関係者のビル・アトキンソン、アンディ・ハーツフェルド、スティーブ・ジョブズ、バド・トリブル、ジェフ・ラスキン、スティーブ・ウォズニアック、ジョアンナ・ホフマン、ジェリー・マノックら47名の署名が彫られていた。

## 過熱と対処法
当機は放熱が十分でなく、過熱問題がつきまとった。
スティーブ・ジョブズは静穏なコンピュータを好んでおり、本機の開発時、ジョブズの判断で、騒音の元になる冷却ファンを取り付けることが見送られたという経緯がある。たしかにそのおかげで静かな製品とはなったが、そのかわりに熱問題が伴ってしまったのである。
たとえば夏季などに筺体内部のFDDドライブ等がひどく発熱してしまい、一部では挿入したフロッピーディスクのラベルが茶色く焦げ気味になる事態まで起き、当機は「The beige toaster（ベージュ色のトースター）」というあだ名までつけられてしまった。
Larry Pinaが当機の問題点を解消するためのDIY方式の安価な改修法の、総計数百ページにもおよぶ以下のマニュアルを公表・出版した。
- en:The Dead Mac Scrolls
- en:Macintosh Repair & Upgrade Secrets ISBN 0-672-48452-8（1990年刊行。現在は絶版）

## ギャラリー
- 背面のロゴのアップ
- Appleマウス
- Appleマウスの裏面
- プラハの現代デザイン館に展示されているMacintosh 128K
- Goodwill Computer MuseumのAppleコーナーに展示されたMacintosh 128K。左上。
- Macintosh 128K を使っているロンドン大学の研究者の部屋を訪れたアン王女（1986年）